# Phostria vagalis
Phostria vagalis là một loài bướm đêm trong họ Crambidae.